# Il padrone e il lavorante
Il padrone e il lavorante (in russo Хозяин и работник?, Chozjain i rabotnik) è un racconto di Lev Tolstòj pubblicato nel 1895.

## Trama
Vasilij Andreič Brechunòv, un ricco proprietario terriero, è molto abile negli affari, egoista e senza scrupoli. Di recente Vasilij Andreič ha avviato le trattative per l'acquisto di un bosco da uno sprovveduto proprietario che vive a Gorjàčkino, una località non lontana. All'indomani della festa di San Nicola (6 dicembre) Vasilij Andreič decide di partire in fretta con una slitta a cavallo alla volta di Gorjàčkino, per concludere l'acquisto, in quanto teme che qualche altro mercante possa soffiargli quell'affare assai vantaggioso. Vasilij Andreič porta con sé «Nikita, un suo lavorante cinquantenne ovunque stimato per la sua gran voglia di lavorare, per l'abilità e la forza che metteva in tutto quello che faceva e soprattutto per il suo carattere buono e gentile. [...] Vasilij Andreič pagava a Nikita non gli ottanta rubli che gli sarebbero toccati per il suo lavoro, ma quaranta rubli, e glieli dava per di più non tutti insieme a scadenza fissa, ma un poco per volta, di quando in quando, e nemmeno in contanti, ma sotto forma perlopiù di merci della sua bottega — alzandone inoltre i prezzi».
Il viaggio si svolge in condizioni sfavorevoli: nevica, fa molto freddo e si prevede un peggioramento delle condizioni meteorologiche. Per fare in fretta, Vasilij Andreič decide di percorrere una scorciatoia poco frequentata. Dopo qualche tempo inizia tuttavia una tormenta; il cavallo è stremato e si ferma. Nikita ritiene che occorra passare la notte all'aperto, in una fossa scavata nella neve. Nikita stacca pertanto il cavallo dalle stanghe, lo ricopre con un lenzuolo di iuta, per proteggerlo dal freddo, e pone la slitta in alto («Così se la neve ci coprirà, qualche brava persona lo vedrà e verranno a scavare qui»). Il padrone ritiene però che la sosta possa fargli perdere l'affare: slega nuovamente il cavallo, lo monta e si allontana dalla posizione precedente abbandonando Nikita. Quest'ultimo, vestito in modo inadeguato, si rende conto di essere stato abbandonato dal padrone e aspetta con rassegnazione la morte.
Viaggiando però nel buio, Vasilij Andreič perde l'orientamento. Dopo un lungo peregrinare il cavallo cade stremato in un avvallamento e Vasilij si rende conto di essere ritornato al punto di partenza. Nikita dice a Vasilij di avere un inizio di congelamento e di essere ormai rassegnato a morire. Vasilij allora toglie la neve che ricopre Nikita e «si distende su di lui coprendolo non soltanto con la sua pelliccia, ma con tutto il suo corpo caldo». Più tardi anche Vasilij si accorge che gli si stanno congelando le estremità degli arti; ma ormai «lui non pensava né alle sue gambe, né alle sue mani, ma pensava soltanto a scaldare il meglio possibile il suo mužik che gli giaceva sotto». Finalmente Vasilij Andreič si rende conto che la sua morte è vicina, ma non se ne dispiace perché sta ancora riscaldando col suo corpo Nikita: Vasilij Andreič comprende ora il significato dell'esistenza, sente di essere ormai libero dagli interessi terreni. L'indomani a mezzogiorno alcuni contadini troveranno Nikita ancora vivo, sia pure con alcune dita dei piedi congelate, sopravvissuto grazie alla protezione che gli aveva fornito Vasilij Andreič, il suo padrone.

## Genesi dell'opera
Il racconto fu scritto fra il 6 e il 13 settembre 1894; fu rielaborato una prima volta fra il 25 dicembre 1894 e il 1º gennaio 1895, e subì una seconda revisione sulle bozze di stampa fra il gennaio e il febbraio 1895.
Apparve dapprima sul numero 3 (1895) della rivista Il messaggero del Nord (in russo Северный вестник?, Severnyj vestnik) precedendo di poco l'apparizione in volume pubblicata in due edizioni entrambe a Mosca. Il racconto fu uno dei maggiori successi editoriali di Tolstoj. Le due edizioni moscovite del 1895 (l'edizione Posrednik e il XIV volume delle opere di Tolstoj Sočinenija grafa L.N.Tolstogo) furono entrambe di 15 000 copie e andarono esaurite in due giorni. Le prime due edizioni in lingua italiana furono pubblicate entrambe nello stesso anno 1895.
Tolstoj tuttavia non fu soddisfatto della riuscita del racconto. Scriverà nei suoi Diari il 27 marzo 1895: «Ho elaborato artisticamente un racconto vuoto. Il racconto è brutto. E avrei voglia di scrivere una critica anonima su di esso, se avessi tempo e ne valesse la pena».

## Edizioni

### In lingua russa
- Hozâin i rabotnik, Mosca, Posrednik, 1895.
- «Hozâin i rabotnik». In: Sočinenija grafa L.N.Tolstogo (Opere del conte Lev Nikolàevič Tolstòj, Vol. XIV), Mosca, S.A. Tolstaja, 1885 (Google libri)
- L.N. Tolstoj Sobranie sočinenij, Vol. XXII, Mosca, Hudožestvennaâ literatura, 1978-1985.

### In lingua italiana
- Padrone e servitore: racconto; La guerra, La caccia, La felicità: saggi morali, col ritratto dell'autore e una prefazione di R. Forster, Milano, Fratelli Treves editori, 1895.
- Servo e padrone, Milano, Max Kantorowicz editore, 1895.
- Padrone e servitore: racconto; La guerra; La caccia; La felicità: saggi, Firenze: Salani, 1901
- Padrone e servitore e Ivan l'imbecille; versioni di E. W. Foulques, Napoli: Salvatore Romano, 1902
- Padrone e servitore, Milano: A. Lombardi & C., 1909
- Felicità coniugale; Padrone e servitore; Morte di Ivan Ilijtc; Polikuscka, Sesto san Giovanni: Barion, 1930
- Padrone e servitore; traduzione di S. Frosali, Firenze: Libreria editrice fiorentina, 1950
- «Il padrone e il bracciante». In: Lev Tolstoj, Racconti; a cura e nella traduzione di Agostino Villa, Vol. III, Torino: Einaudi, 1955
- Padrone e servitore; traduzione di V. de Gavardo, Modena: Edizioni Paoline, 1959
- «Padrone e servitore». In: Eridano Bazzarelli (a cura di), Tutte le opere narrative e di teatro di Lev N. Tolstòj, vol. IV "Resurrezione, Ultimi racconti (1889-1910)"; traduzione di E. Bazzarelli, Milano: Mursia, 1960
- Polikuska; La morte di Ivan Iliìc'; Padrone e servitore; traduzione di G. De Dominicis Jorio, Milano: Rizzoli, 1961
- Il padrone e il lavorante, in Tutti i racconti, a cura di Igor Sibaldi, Milano, A. Mondadori, 1991 («I Meridiani»), vol. II, pp. 606–669.
- Il padrone e il lavorante, Alba: San Paolo, 1993
- Padrone e servo; introduzione di Giovanna Spendel; traduzione di Ferruccio Martinetto, Cinisello Balsamo: San Paolo, 1996
- Padrone e servitore; Denaro e lavoro; a cura di Chiara Scarfato, Torino: Beppe Grande, 2011
- Padrone e servitore; traduzione di Giulia Gigante; tavole di Frans Masereel, Milano: In transito, 2022, ISBN 979-12-81011-06-9